# Стародворцовский
Стародворцо́вский — хутор в Кочубеевском районе (муниципальном округе) Ставропольского края России.

## Варианты названия
- Дворцовское,
- Старо-Дворцовский,
- Старо-Дворцовый,
- Старо-Дворцовый (Малушкин),
- Стародворцовый,
- Старый Дворцовый[3]

## География
Расстояние до краевого центра: 38 км.
Расстояние до районного центра: 25 км.

## История
Основан в 1920 году у подножия горы Стрижамент на землях Куницкого, Лофицкого, Шиянова и других землевладельцев.
На 1 марта 1966 года числился в составе территории Дворцовского сельсовета Кочубеевского района Ставропольского края:14.
До 16 марта 2020 года хутор был административным центром упразднённого Стародворцовского сельсовета.

## Население
| 1989 | 2002 | 2010 | 2014 |
| ---- | ---- | ---- | ---- |
| 625  | ↘597 | ↗626 | ↘600 |

По данным переписи 2002 года в национальной структуре населения преобладают русские (73 %).

## Инфраструктура
- Культурно-досуговое объединение
- Фельдшерско-акушерский пункт[10]

## Образование
- Средняя общеобразовательная школа № 22

## Культовые сооружения
На южной окраине хутора расположено общественное открытое кладбище площадью 11 тыс. м².